# Pasqualino Lorenzo Federici
Pasqualino Lorenzo Federici (Sassari, 24 settembre 1941 – Sassari, 11 giugno 2017) è stato un politico italiano.